# Didymodon filicaulis
Didymodon filicaulis är en bladmossart som beskrevs av Jules Cardot 1910. Didymodon filicaulis ingår i släktet lansmossor, och familjen Pottiaceae. Inga underarter finns listade i Catalogue of Life.